# Fifth Third Bank Tennis Championships 2002
Il Fifth Third Bank Tennis Championships 2002 è stato un torneo di tennis facente parte della categoria ATP Challenger Series nell'ambito dell'ATP Challenger Series 2002. Il torneo si è giocato a Lexington negli Stati Uniti dal 29 luglio al 4 agosto 2002 su campi in cemento.

## Vincitori

### Singolare
Scott Draper ha battuto in finale  Paul Goldstein con il punteggio di 4–6, 6–4, 6–4.

### Doppio
Jack Brasington /  Glenn Weiner hanno battuto in finale  Brandon Coupe /  Eric Taino con il punteggio di 6–2, 4–6, 7–5.